# Macrochaeta leidyi
Macrochaeta leidyi är en ringmaskart som först beskrevs av Addison Emery Verrill 1882.  Macrochaeta leidyi ingår i släktet Macrochaeta och familjen Acrocirridae. Inga underarter finns listade i Catalogue of Life.